# کلاوسدورف
کلاوسدورف (به آلمانی: Klausdorf) یک منطقهٔ مسکونی در آلمان است که در شونتیننتال واقع شده‌است. کلاوسدورف ۶٬۰۰۶ نفر جمعیت دارد.